# Русанцов Юрій Олександрович
Юрій Олександрович Русанцов; Державний концерн «Укрторф», генеральний директор (травень 2007 — березень 2008).
Народився 12 січня 1950 (м. Єнакієве, Донецька область), росіянин.
Освіта: Московський гірничій інститут (1977), гірничій інженер.
- З 1969 — робітник шахтоуправління у м. Горлівка.
- По закінченню інституту — гірничій майстер, начальник дільниці шахти, головний інженер, директор ряду шахт Донецької області.
- До вересня 1996 — генеральний директор ВО «Артемвугілля».
- 5 вересня 1996 — 25 липня 1997 — Міністр вугільної промисловості України.
- Грудень 1998 — вересень 1999 — перший заступник голови правління Державної акціонерної компанії «Вугілля України».
- З липня 2004 — начальник Управління реструктуризації вугільних і торфодобувних підприємств Міністерства палива та енергетики України.

Почесна грамота Кабінету Міністрів України (серпень 2004).

## Довідка
- Русанцов (рос.)[недоступне посилання з вересня 2019]